# Signa Holding
Die Signa Holding GmbH (Eigenschreibweise SIGNA) ist ein in Konkurs befindliches österreichisches Immobilien- und Handelsunternehmen. Das Unternehmen wurde 2000 unter dem Namen Immofina von René Benko gegründet, 2006 wurde es in Signa umbenannt. Aus einem Zwei-Mann-Unternehmen, das zunächst auf klassische Immobilienentwicklung ausgerichtet war, wurde ein europäisches Immobilien- und Handelsunternehmen mit Standorten in Österreich, Deutschland, Schweiz, Italien und Luxemburg. Die Unternehmensgeschichte ist geprägt von zahlreichen Zukäufen, darunter die Akquisitionen der Warenhausgesellschaften Karstadt (2013/14) und Galeria Kaufhof (2018).
Die Gruppe gliederte sich in zwei Kerngeschäftsbereiche: Signa Real Estate (Immobilien) und Signa Retail (Handel). Die Signa Gruppe wurde vor ihrem Zusammenbruch von Benko so strukturiert, dass sie aus über eintausend Einzelgesellschaften mit teilweise gegenseitigen, schwer durchschaubaren Finanzverflechtungen bestand.
Laut einem Deloitte-Gutachten ist die Zahlungsunfähigkeit der Signa Holding GmbH spätestens am 30. November 2022 eingetreten. Die Insolvenz wurde allerdings erst Ende November 2023 für die Holding angemeldet, in ihrer Folge für auch zahlreiche Tochtergesellschaften. Im April 2024 wurde das Insolvenzverfahren in ein Konkursverfahren abgeändert.
Masseverwalter ist der Anwalt Christof Stapf.

## Geschichte

### Aufbaujahre 2000 bis 2010

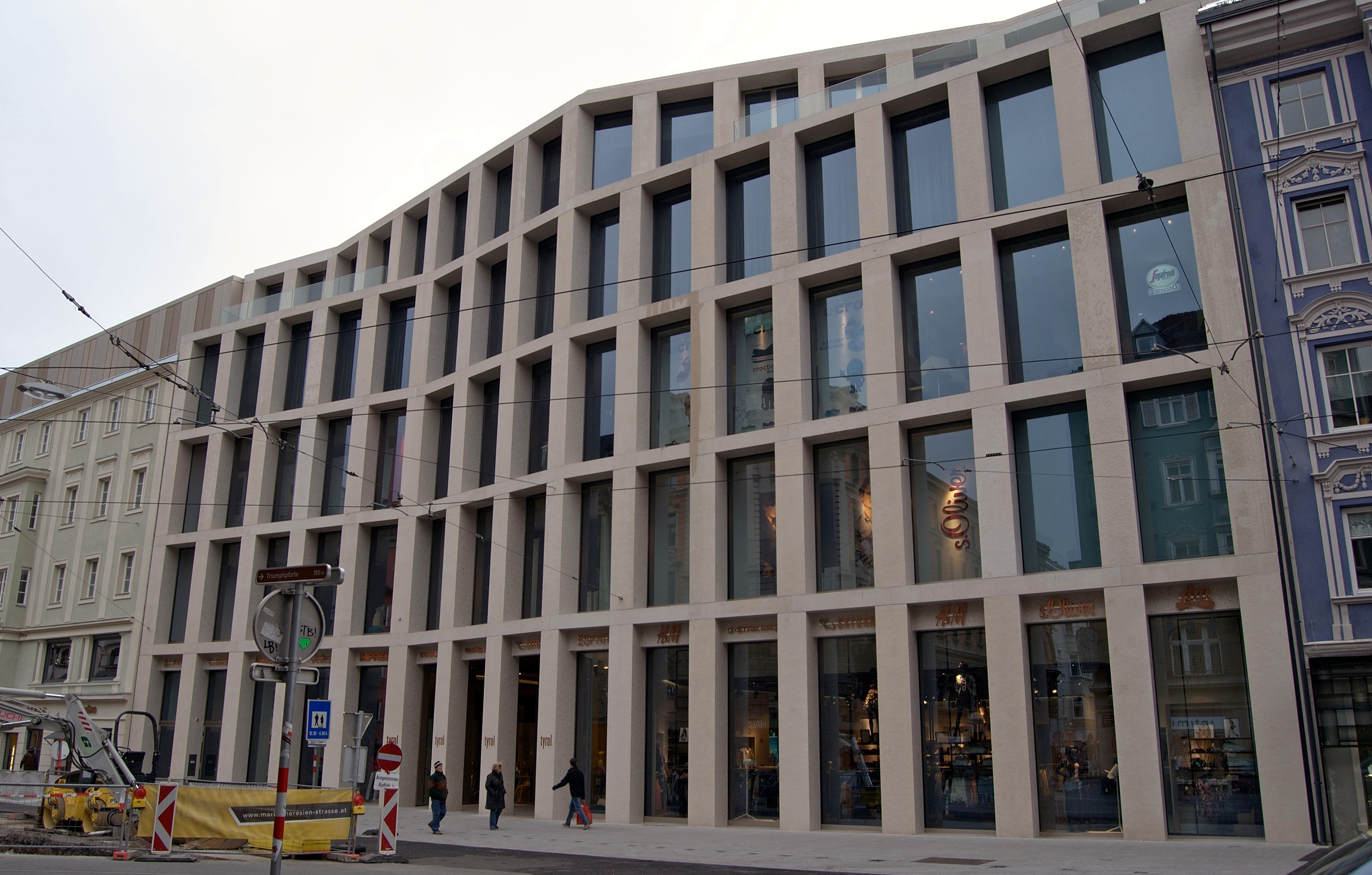
Kaufhaus Tyrol, Innsbruck (2010)

René Benko begann 1995 in seiner Heimatstadt Innsbruck, ungenutzte Dachböden in Luxuswohneinheiten umzubauen. Das Geschäft war erfolgreich und seine Immobilienaktivitäten wurden umfangreicher. Im Jahr 2000 gründete er Immofina, in die er seine geschäftlichen Tätigkeiten einbrachte, der Name der Gesellschaft wurde 2006 in Signa geändert. Im Jahr 2001 stieg Karl Kovarik, ein vermögender, ehemaliger Tankstellennetzbetreiber, als privater Investor mit rund 25 Millionen Euro ein. Mit dem Geld wurde unter anderem der Kauf des damals heruntergekommenen Kaufhaus Tyrol finanziert und beginnend 2004 zum heutigen Objekt mit 33.000 m² Verkaufsfläche und prestigeträchtigen Mietern aufgewertet. Architekt war David Chipperfield, der später auch andere Objekte für Signa plante.
Das Innsbrucker Büro der Signa Holding ist noch heute in den Räumen des Kaufhauses. 2005 wurde der Unternehmensbeirat etabliert, der mit wechselnder Besetzung bis zur Insolvenz aktiv war. Bereits zu Anfang setzte sich der Mitgliederkreis aus namhaften und einflussreichen Personen zusammen. Mit dem griechischen Schiffseigner Georgios Ikonomou ergab sich 2007 eine weitere Zusammenarbeit mit einem finanzstarken Partner. Die Zürcher Falcon Private Bank war wenig später ebenfalls ein Investor.
2007 erwarb Signa von der in Schwierigkeiten geratenen BAWAG ein Immobilienpaket, bestehend aus 16 Gebäuden in Wien, Graz und Innsbruck. Die Objekte in Wien waren der Grundstein zum Bau des Goldenen Quartiers. 2008 kaufte Signa in Wien die ehemalige Zentrale der Länderbank mit der Anschrift Am Hof Nr. 2, das Objekt wurde später zum Luxushotel Park Hyatt Vienna umgebaut. Damit war das Tiroler Unternehmen auch in der Hauptstadt Wien aktiv.

### Wachstumsjahre ab 2010

#### Übernahme von Karstadt
Der Erwerb von Karstadt zusammen mit der KaDeWe-Gruppe erfolgte in mehreren Teilschritten. 2011 erwarb Signa von der amerikanischen Investorengruppe Highstreet Holding zusammen mit dem Düsseldorfer Projektentwickler Centrum-Holding je zur Hälfte das Gebäude zum Münchner Kaufhaus Oberpollinger einschließlich Sporthaus für 250 Mio. EUR.
Im Dezember 2012 kaufte Signa zusammen mit dem Diamantenhändler Benny Steinmetz für 1,1 Mrd. EUR von Highstreet Holding ein weiteres Immobilienpaket von 17 Karstadt Warenhäusern einschließlich des KaDeWe in Berlin. Alle Objekte waren langfristig an Karstadt vermietet.
Im September 2013 erwarb Signa eine Beteiligung an der operativen Karstadt Premium GmbH und an der operativen Karstadt Sports GmbH von der Berggruen Holdings des deutsch-amerikanischen Unternehmers Nicolas Berggruen für 300 Mio. EUR. Die Mittel sollten gemäß Vereinbarung zur Stärkung der Karstadt-Warenhausgruppe verwendet werden und zur Modernisierung der einzelnen Standorte dienen.
Zur Karstadt Premium GmbH gehörten die drei Luxuswarenhäuser Kaufhaus des Westens in Berlin, Alsterhaus in Hamburg und Oberpollinger in München. Karstadt Sports war mit seinen 28 Sport-Häusern einer der führenden Anbieter im stationären Sportartikelhandel in Deutschland.
Im August 2014 erwarb Signa 100 % der Eigentumsanteile an der operativen Karstadt Warenhaus GmbH als auch die restlichen Anteile an der Karstadt Premium GmbH und der Karstadt Sports GmbH. Die Berggruen Holdings zog sich damit vollständig aus dem operativen Geschäft der Karstadt Gruppe zurück, wie auch aus den Beteiligungen an einzelnen Karstadt-Immobilien.
Die Karstadt Premium GmbH wurde im Frühjahr 2015 zur The KaDeWe Group GmbH umfirmiert und der Sitz wurde von Essen nach Berlin verlegt. Der Mehrheitsanteil (50,1 %) wurde im Juni 2015 an die thailändische Central Group (bzw. deren italienische Tochter La Rinascente) veräußert und 49,9 % blieben bei Signa.
Nach Abschluss der Zukäufe haben Signa und der Finanzpartner Benny Steinmetz mit seiner BSGR-Gruppe den erworbenen Karstadt Komplex untereinander aufgeteilt. Im Jänner 2015 übernahm BSGR zu 100 % rund 20 Karstadt-Immobilien (z. B. Nürnberg, Köln, Konstanz usw.), die an Karstadt vermietet waren. Das operative Handelsgeschäft der Karstadt Warenhaus GmbH blieb davon unbenommen. Signa erwarb zu 100 % die drei Immobilien der KaDeWe Group, das Karstadt Objekte in Berlin am Ku’damm und das Haus in Stuttgart.
Außerdem gab BSGR ihre bisherigen Anteile an Signa ab.

#### Übernahme von Galeria Kaufhof und Fusion mit Karstadt
Signa hatte nach dem Erwerb von Karstadt wiederholt Interesse an Galeria Kaufhof bekundet, um zusammen mit Karstadt eine „Deutsche Warenhaus AG“ (Arbeitstitel) zu formen. Der Eigentümer von Galeria Kaufhof, die Hudson Bay Company (HBC), die wenig Glück mit ihrem erst 2015 erworbenen Engagement hatte, stimmte schließlich im Juli 2018 einem mehrheitlichen Erwerb von Galeria Kaufhof durch Signa zu.
Im September 2018 wurden die Fusionspläne von Galeria Kaufhof und Karstadt veröffentlicht. Die Vereinigung der beiden vormaligen Konkurrenten erfolgte in Form eines Gemeinschaftsunternehmens unter dem Dach der Signa Retail, an dem Signa mit 50,01 % die knappe Mehrheit erhielt.
Die neue Warenhausgruppe, bestehend aus 34.000 Beschäftigten, fast 200 Kaufhäusern und 5,4 Mrd. EUR Umsatz, wurde nach El Corte Inglés der zweitgrößte Warenhauskonzern Europas.
Im November 2018 stimmte das Kartellamt der Fusion von Karstadt und Kaufhof unter Leitung der Signa-Gruppe zu. Am 10. Juni 2019 gab HBC bekannt, ihren Anteil am Gemeinschaftsunternehmen für 1,5 Milliarden Dollar an die Signa Holding zu veräußern, die damit Alleineigentümerin wurde. Die Transaktion wurde bis zum Herbst 2019 abgeschlossen.
Die Geschäftslage des neuen Warenhauskonzerns verlief unbefriedigend. Am 1. April 2020 beantragte das Unternehmen bei Gericht ein Schutzschirmverfahren. Die Gläubiger erklärten ihre Bereitschaft, auf gut 2 Mrd. EUR zu verzichten. Aus dem Wirtschaftsstabilisierungsfonds erhielt das Unternehmen ein nachrangiges Darlehen über 460 Mio. EUR. Das Insolvenzverfahren wurde daraufhin am 30. September 2020 beendet.
Im Zuge dieser Entwicklung ging die Zahl der Kaufhäuser auf 130 und die Zahl der Mitarbeiter auf 16.000 zurück. Im Jänner 2022 wurde Galeria Karstadt Kaufhof ein zweites Nachrangdarlehen in Höhe von 250 Mio. EUR aus demselben Fonds gegeben. Am 31. Oktober 2022 stellte das Unternehmen erneut einen Antrag auf ein Schutzschirmverfahren. Ein Sanierungsplan wurde erstellt, der die Schließung von weiteren 42 Kaufhäusern beinhaltet und 4000 bis 5000 Mitarbeitern den Arbeitsplatz kostet. Die Gläubiger waren bereit auf über 1,3 Mrd. EUR zu verzichten.
Das zweite Insolvenzverfahren wurde zum 1. Juni 2023 beendet.
Am 9. Jänner 2024 beantragte das Unternehmen zum dritten Mal innerhalb weniger Jahre ein Insolvenzverfahren beim Amtsgericht Essen. Im Zuge dessen sucht das Unternehmen einen neuen Eigentümer für die Warenhauskette Galeria Karstadt Kaufhof.

#### Expansionen im Handelsbereich mit Sportartikeln
Anfang November 2016 beteiligte sich Signa Retail mit 87 % am Spezialversender für Fahrrad- und Outdoor-Produkte Internetstores. Internetstores war Stand 2017 mit Online-Shops in 14 europäischen Ländern aktiv. Zum Portfolio gehören im Bereich Outdoor der deutsche Online-Händler Campz und das schwedische Internetunternehmen Addnature. Im Fahrradsegment ist Internetstores mit Fahrrad.de und Brügelmann vor allem in Deutschland aktiv, mit Bikester in ganz Europa.
Ende 2016 beteiligte sich Signa Retail mit 78 % mehrheitlich am Multichannel-Retailer Tennis-Point und baute ihr Portfolio im Bereich des Sportartikel-Einzelhandels weiter aus. Die Unternehmensgründer Christian Miele und Thomas Welle leiteten das Unternehmen weiterhin und behielten 22 % der Anteile.
Tennis-Point hat mit seinem Angebot von über 12.000 Tennis- und Laufartikeln von über 100 verschiedenen Sportmarken, Eigenmarken und Exklusivmarken eine breite Produktpalette, die in den 19 Onlineshops und den zwölf Filialen an verschiedenen Standorten der D-A-CH-Region vertrieben werden.

#### Größere Immobilientransaktionen
Anfang Jänner 2017 kaufte die Signa Real Estate den Wiener Bauträger BAI Bauträger Austria Immobilien GmbH.
Im November 2017 erwarb die Signa Prime Selection für 1,5 Mrd. Euro fünf Immobilien: das Upper West in Berlin, das Kaufmannshaus und die Alsterarkaden in Hamburg, die Projektentwicklung UpperZeil in Frankfurt am Main sowie 50 % Beteiligung am Projekt Karstadt am Münchner Bahnhof. (Die übrigen 50 % waren bereits im Besitz der Signa Prime.) Es galt als das größte Immobiliengeschäft 2017 in Deutschland.

### Rekordjahre 2019/20
Für das Geschäftsjahr 2019 berichtete Signa Holding von einem Gewinn von 1,1 Mrd. EUR. Das Gesamtvermögen des Unternehmens stieg nach Signas Angaben um rund die Hälfte auf 15 Milliarden Euro.
Der Gewinn im Folgejahr 2020 betrug 800 Mio. Euro.

### Liquiditätsprobleme 2023

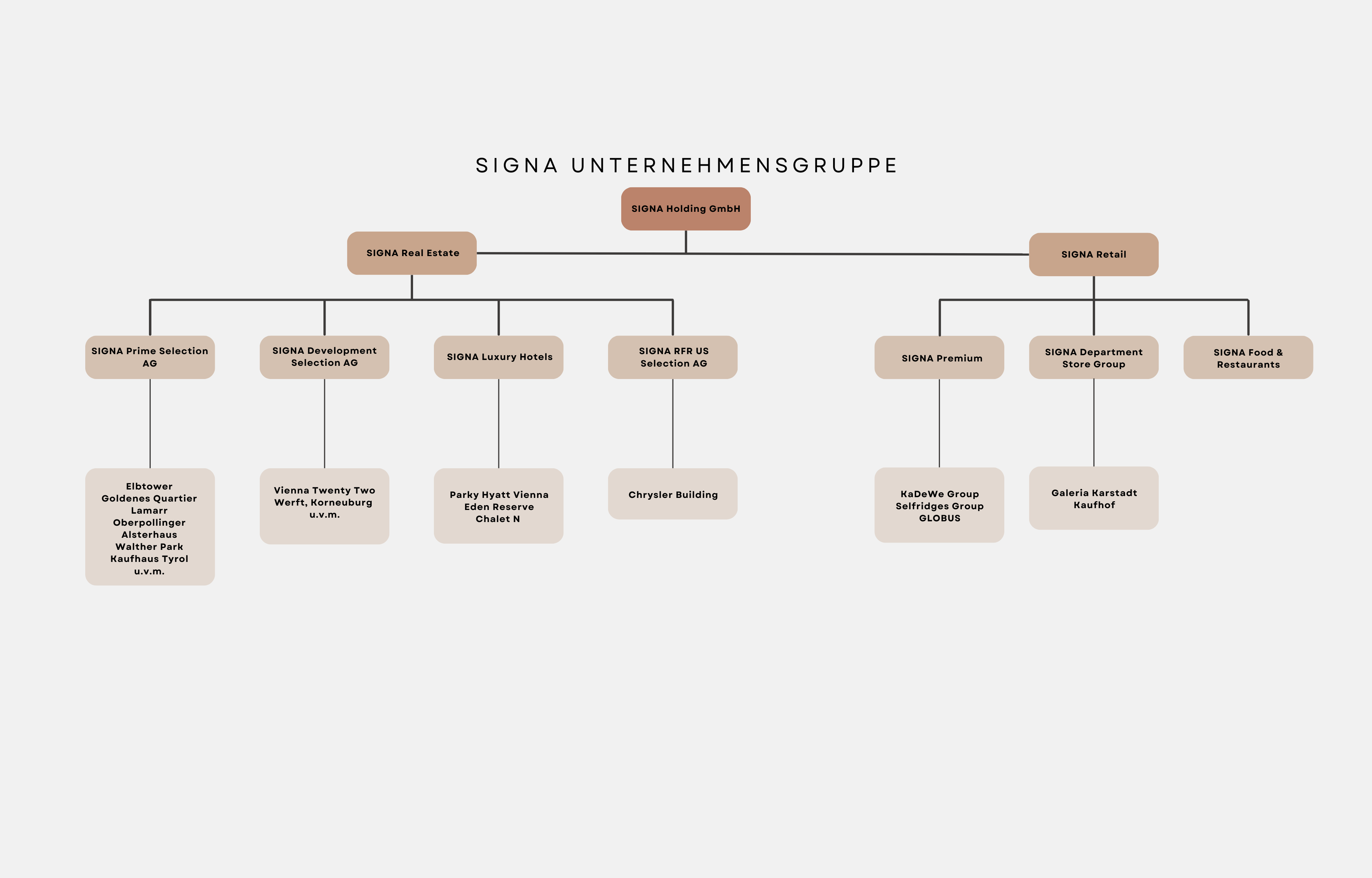
Struktur der Signa Holding GmbH Unternehmensgruppe

Der Investigativjournalist Rainer Fleckl, der sich seit 2018 mit Rene Benko und seiner Firmengruppe befasst, konstatiert: „Die Signa ist aufgebaut auf vorsätzliche[r] Verschleierung bzw. organisiertem Gesetzesbruch.“ Er begründet dies damit, dass konsequent über Jahre die gesetzlich vorgesehenen Geschäftsabschlüsse verweigert wurden, die Strafen gegen die Geschäftsführer von den Firmen übernommen und dann auch noch von der Steuer abgesetzt wurden. Der Anstieg der Leitzinsen durch die Zentralbanken (Zinswende) seit September 2022 bewirkte einen Zinsanstieg am Kapitalmarkt. Die in Folge der Expansion in den letzten Jahren hoch verschuldete Signa-Gruppe musste einen deutlich gestiegenen Zinsaufwand verkraften. Hinzu kamen bilanzielle Wertberichtigungen auf den Immobilienbesitz gemäß International Financial Reporting Standards, wobei eine Vermögensbewertung zu aktuellen Marktpreisen erfolgt. Zusammen mit gestiegenen Baukosten führte diese Entwicklung zu Liquiditätsproblemen.
Um laufende Bauprojekte zu finanzieren und den Weiterbetrieb der Baustellen sicherzustellen, benötige das Unternehmen nach Recherchen des Manager Magazins eine Summe von rund 400 Millionen Euro, die auch über den Verkauf bestimmter Immobilien sichergestellt werden sollen.
Die zuvor zugesagte finanzielle Unterstützung der Tochtergesellschaft Signa Sport United (SSU) blieb aus, was im Oktober 2023 eine Insolvenzanmeldung der SSU zur Folge hatte.
Die Europäische Zentralbank (EZB) hat im August 2023 von einigen Banken hohe Abschreibungen auf Engagements bei der Signa-Gruppe gefordert. Dies belastete zusätzlich die Kreditwürdigkeit der Unternehmensgruppe.
Anfang November 2023 forderten die wichtigsten Gesellschafter der Signa Holding in einem den Medien zugespielten Brief, dass sich René Benko aus der Führung der Gruppe zurückziehen soll. An seine Stelle sollte der als Sanierungsexperte geltende Arndt Geiwitz treten. Benko trat daraufhin am 8. November 2023 von seinem Amt als Beiratsvorsitzender zurück.
Medienberichten zufolge soll die Bilanz für das Geschäftsjahr 2022 Verbindlichkeiten in Höhe von 10,8 Mrd. Euro ausweisen. Am 7. November 2023 hat die US-Ratingagentur Fitch die Signa Development AG, eine von vier Immobilien-Beteiligungsgesellschaften der Unternehmensgruppe, auf „hochriskant“ abgestuft.
Ende November 2023 wurde bekannt, dass die Signa-Gruppe mit über 600 Millionen Schweizer Franken bei der Bank Julius Bär verschuldet ist. Die Kredite der Bank seien durch Immobilien abgesichert. Den Vermögenswert der Immobilien bezifferte die Gruppe zuletzt selbst auf 27 Mrd. EUR.
Die Gruppe gilt insgesamt als stark verschachtelt und intransparent.

### Insolvenz

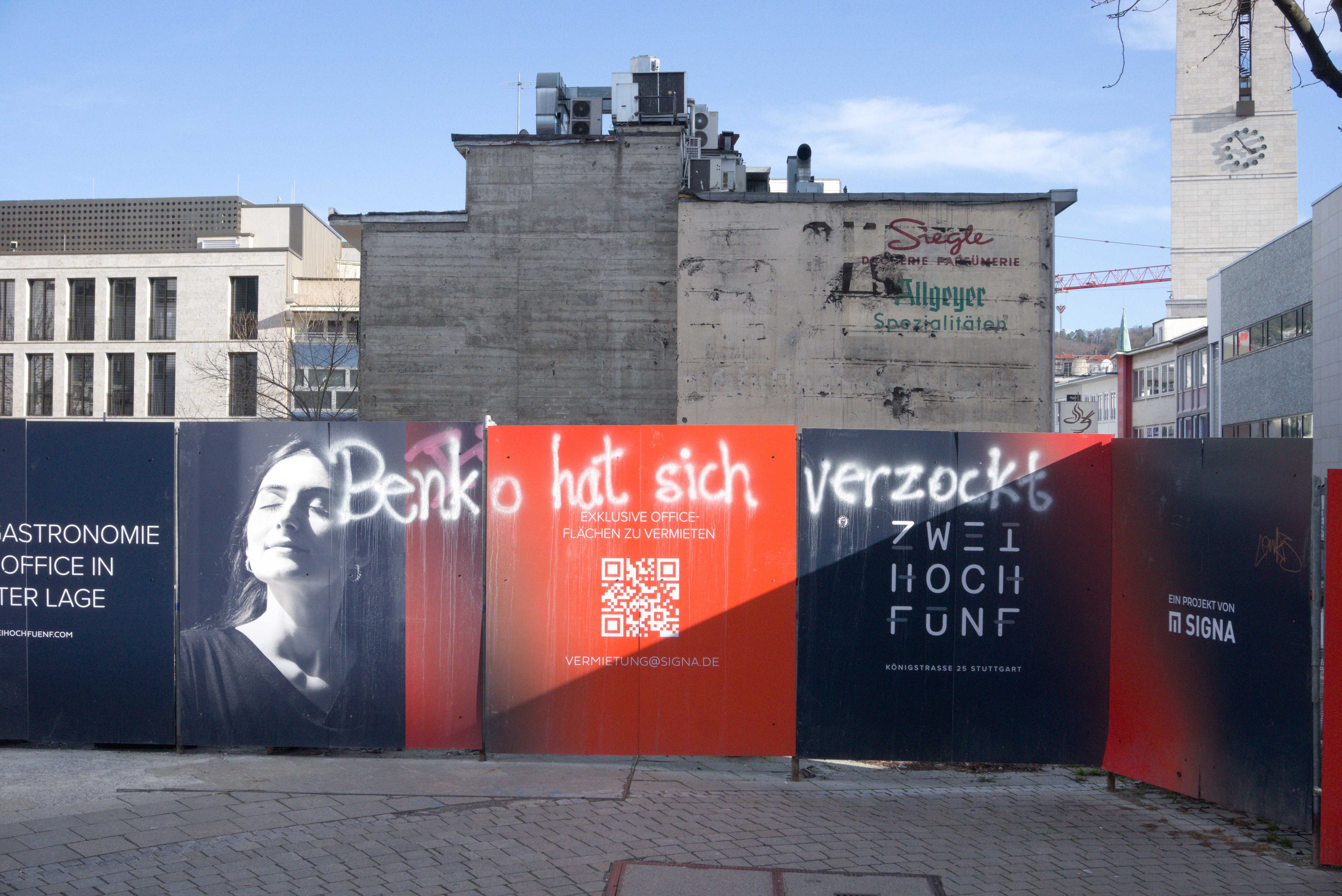
Bauprojekt in Stuttgart nach Insolvenz des Bauträgers Signa (März 2024)

Nach ergebnislosen Rettungsbemühungen hat die Gesellschaft am 29. November 2023 beim Handelsgericht Wien Insolvenz in Form eines Antrags auf Eröffnung eines Sanierungsverfahren mit Eigenverwaltung angemeldet. Als Hintergrund der Zahlungsunfähigkeit wird vom Konzern der Druck genannt, der auf dem Einzelhandelbereich, und da vor allem auf dem stationären Einzelhandel, laste.
Die Investitionen der Signa hätten nicht den erwarteten Erfolg gebracht. Im Immobilienbereich hätten sich externe Faktoren „negativ auf die Geschäftsentwicklung ausgewirkt“. Man habe trotz erheblicher Bemühungen die nötige Liquidität nicht sicherstellen können, die man für eine außergerichtliche Restrukturierung gebraucht hätte.
Der Sanierer Erhard Grossnigg wurde am 1. Dezember 2023 als zusätzliches Mitglied in die Vorstände von Signa Prime Selection und von Signa Development Selection berufen.
Am 11. Dezember 2023 wurde der CEO der beiden Unternehmen, Timo Herzberg, mit sofortiger Wirkung von seinen Funktionen als CEO enthoben. Am 25. Jänner 2024 wurde bekannt, dass der Sanierungsverwalter Christof Stapf den Wechsel in ein Sanierungsverfahren ohne Eigenverwaltung beantragte. Am selben Tag hat das Nachlassgericht des Bezirksgerichts Zürich den Konkurs über die Signa Retail Department Store Holding GmbH eröffnet, welche ihren Sitz in Zürich hat. Rund 300 Gläubiger haben Forderungen gegenüber Signa Holding in Höhe von 8,6 Milliarden Euro angemeldet. Die Signa-Pleite ist die größte Insolvenz der österreichischen Wirtschaftsgeschichte. Am 29. Jänner wurde bekannt, dass die KaDeWe-Gruppe (The KaDeWe Group GmbH) einen Antrag auf Insolvenz in Eigenverwaltung gestellt hat. Am 1. Februar 2024 gab die Bank Julius Bär bekannt, dass sie den an die Signa-Gruppe vergebenen Kredit über 606 Millionen Schweizer Franken vollständig abgeschrieben hat.

### Konkurs
Im April 2024 zog die Signa Holding den Sanierungsplan zurück und mit Beschluss des Handelsgerichts Wien vom 11. April 2024 wurde das Insolvenzverfahren in ein Konkursverfahren abgeändert. Der Plan, das Unternehmen zu sanieren und eine Mindestquote an die Gläubiger einzuhalten, ist nach Meinung des Insolvenzverwalters hinfällig. Wesentliche Werte der Holding sind die Beteiligungswerte. Bei einem Verkauf der Vermögenswerte in den Beteiligungen wäre nach Einschätzung des Insolvenzverwalters nach Befriedigung der Gläubiger nicht mit nennenswerten Beteiligungswerten zugunsten der Holding zu rechnen. Die angemeldeten Forderungen belaufen sich auf 8,6 Milliarden Euro.

### Verfahren
Ab April 2024 ermittelte die Wirtschafts- und Korruptionsstaatsanwaltschaft (WKStA) gegen die Signa Holding und zentrale Manager. In diesem Zuge wurden am 25. Juni 2024 mehrere Hausdurchsuchungen durchgeführt. Am 23. Januar 2025 wurde Rene Benko auf Antrag der WKStA wegen Verdunkelungs- und Tatbegehungsgefahr verhaftet. Das Gericht hat die Verwahrung in Untersuchungshaft bestätigt.

### Insolvenzverschleppung
Im Januar 2025 wurde bekannt, dass Norbert Abel, der Masseverwalter der Signa Prime, vier Vorstandsmitgliedern und zwölf Aufsichtsräten Insolvenzverschleppung vorwirft, denn die Signa Prime sei „spätestens seit 31. 3. 2022“ materiell insolvent gewesen. Dies wäre sowohl den Vorstandsmitgliedern, als auch den Aufsichtsräten bekannt gewesen und hätte zu entsprechenden Schritten führen müssen, i.e. Stellung eines Insolvenzantrags. Der Schaden durch sorgfalts- und pflichtwidriges Handeln betrage rund eine Milliarde Euro. Unter den von dem Insolvenzverwalter genannten Personen befinden sich die ehemaligen Vorstandsmitglieder Manuel Pirolt, Timo Herzberg, Tobias Sauerbier und Claus Stadler sowie die damaligen Aufsichtsratsmitglieder, darunter der Vorsitzende und frühere Bundeskanzler Alfred Gusenbauer (SPÖ), der ehemalige Generaldirektor der Casinos Austria und Präsident des Österreichischen Olympischen Komitees (ÖOC), Karl Stoss, der französische Unternehmer Robert Peugeot, der ehemalige Geschäftsführer der Bundesimmobiliengesellschaft (BIG), einer Tochtergesellschaft der staatlichen ÖBAG, Christoph Stadlhuber, der ehemalige Generaldirektor der Bank Austria, Karl Samstag, die Geschäftsführerin der Wüstenrot-Gruppe und ehemalige Vizekanzlerin Susanne Riess sowie der ehemalige CEO der Raiffeisen Bank International (RBI), Karl Sevelda. Gusenbauer weist eine Haftung zurück.

### Tochtergesellschaften
Folgende Tochtergesellschaften der Signa Holding in Österreich (u. a.) sind derzeit in einem Insolvenzverfahren:
1. SIGNA Prime Selection AG, Bilanzgewinn 2022: 853 Mio.
2. SIGNA Prime 2014 Eins GmbH, Bilanzverlust 2022: −22, 6 Mio.
3. SIGNA Prime 2017 drei Holding GmbH, Bilanzgewinn 2022: 0,012 Mio.
4. SIGNA Prime 2018 Elf GmbH, Bilanzverlust 2022: −0,866 Mio
5. SIGNA Prime 2018 Fünf Gmbh, Bilanzgewinn 2022: 0,320 Mio.
6. SIGNA Prime 2018 Sieben GmbH in Liqu.
7. SIGNA Prime 2019 Acht AT GmbH & Co KG
8. SIGNA Prime 2019 Achtzehn AT GmbH & Co KG
9. SIGNA Prime 2019 Dreizehn AT GmbH
10. SIGNA Prime 2019 Siebzehn AT GmbH & Co KG
11. SIGNA Prime 2019 Vier AT GmbH
12. SIGNA Prime 2019 Vierzehn AT GmbH
13. SIGNA Prime 2019 Zwei AT GmbH
14. SIGNA Prime 2019 Zwölf AT GmbH
15. SIGNA Prime 2021 Drei AT GmbH & Co KG
16. SIGNA Prime 2021 Zwei AT GmbH
17. SIGNA Prime 2022 Drei AT GmbH
18. SIGNA Prime 2022 Zwei AT GmbH
19. SIGNA Prime 2023 Eins AT GmbH & Co KG
20. SIGNA Prime Acht 2022 KG
21. SIGNA Prime Beteiligung GmbH
22. SIGNA Prime CENSI GmbH
23. SIGNA Prime CM 2017 GmbH
24. SIGNA Prime Holding GmbH
25. SIGNA Real Estate Management GmbH
26. SIGNA REM Beteiligung GmbH
27. SIGNA REM Beteiligungs GmbH & Co OG
28. SIGNA REM Transactions GmbH
29. SIGNA Development Selection AG
30. SIGNA Development ICON GmbH, Bilanzverlust 2022: 0,196 Mio. EUR
31. SIGNA ICON Holding GmbH
32. HAM, Elbtower Holding GmbH vormals: SIGNA Prime 2017 Holding zwei GmbH
33. SIGNA Mönckeberg Beteiligung GmbH
34. SIGNA 2019 Eins GmbH & Co KG
35. SIGNA Development Selection Beteiligung GmbH
36. Signa Hospitality GmbH
37. SIGNA Informationstechnologie GmbH, Bilanzgewinn 2022: 1,984 Mio. EUR
38. SIGNA Innovations Holding GmbH
39. SIGNA KidINVEST Development AG
40. SIGNA Mitarbeiterbeteiligungs GmbH
41. SIGNA Parking GmbH
42. SIGNA Retail GmbH
43. SIGNA SFS Austria GmbH
44. SIGNA sieben 2017 Prime GmbH
45. SIGNA STP Zentrum Holding GmbH
46. SIGNA STP Zentrum Management GmbH
47. SIGNA Warenhaus Premium Immobilien Beteiligung GmbH
48. LeiKi Einrichtung Holding GmbH
49. B A I Bauträger Austria Immobilien GmbH
50. Burgenland Jagdpachtgesellschaft mbH
51. M’Management GmbH
52. SDS M2 2026 GmbH
53. SDS M2 2026 GmbH & Co KG

Folgende Gesellschaften (u. a.) sind in Deutschland in einem Insolvenzverfahren:
1. Signa Kita-Capital GmbH
2. Signa Funds Management GmbH
3. KaDeWe Group
4. Signa Funds GmbH & Co. KG
5. Galeria Karstadt Kaufhof
6. Dress-for-less
7. Sport Scheck GmbH
8. Signa Sports United GmbH
9. Internetstores GmbH
10. Tennis-Point GmbH
11. Sports Media Services GmbH (SMS)
12. Signa Real Estate Management Germany GmbH
13. Publikat GmbH
14. Signa Sport Online GmbH
15. Signa RE Transactions GmbH & Co KG
16. Signa REM Germany Rent GmbH
17. Signa Financial Services GmbH
18. Scax GmbH
19. Schönhauser Allee 9 GmbH & Co KG
20. Flüggerhöfe Immobilien GmbH & Co. KG
21. An der Hauptwache 1 Immobilien GmbH & Co. KG
22. KHM OP Neuhauser Straße 18 GmbH & Co. KG
23. Publity Theodor-Althoff-Straße 2 GmbH
24. Gänsemarkt-Passage Immobilien GmbH & Co. KG
25. Thaliahaus Immobilien GmbH & Co. KG
26. Kasernenstraße 6 Immobilien GmbH & Co. KG
27. Nürnberger Straße 50–55 Immobilien GmbH Co. KG
28. Passauer Straße 1–3 Immobilien GmbH & Co. KG
29. Rudolph-Karstadt-Platz 1 Immobilien GmbH & Co. KG
30. Alte Akademie Immobilien GmbH & Co. KG

## Gesellschafter
Hauptgesellschafter der Signa Holding ist die Familie-Benko-Privatstiftung, die direkt sowie über die Signa Supraholding mehrheitlich beteiligt ist. Nach in den Medien veröffentlichten Informationen bestehen zum Zeitpunkt der Insolvenz (November 2023) folgende Gesellschafterstrukturen:
- 56 % Signa Supraholding
  - 74 % Familie-Benko-Privatstiftung[Anmerkung 1]
  - 26 % die brasilianisch-schweizerische Familie Koranyl-Arduini[Anmerkung 1]
- 15 % Hans Peter Haselsteiner, österreichischer Bauunternehmer
- 11,5 % Arthur Eugster, Eigentümer des schweizerischen Unternehmens Eugster/Frismag
- 10 % Familie-Benko-Privatstiftung
- 04,5 % Torsten Toeller, der Gründer und Mehrheitsgesellschafter der Fressnapf Handelskette
- 03 % Ernst Tanner, Verwaltungsratspräsident von Lindt & Sprüngli

2016 schied der damals zweitgrößte Gesellschafter, die Falcon Private Bank, aus, sowie 2015 der langjährige Signa-Partner George Economou, zweitgrößter Besitzer an Panamax-Schiffen weltweit.
Ein weiterer ehemaliger Finanzpartner war Wendelin Wiedeking, der 2016 aufgrund angeblich widersprüchlicher Zahlenpräsentationen ausgestiegen ist.

## Unternehmensleitung

### Geschäftsleitung
Die operative und strategische Führung der Signa-Gruppe erfolgte seit Beginn des Jahres 2013 durch das Executive Board, zu dem Christoph Stadlhuber, Wolfram Keil, Timo Herzberg und Michael Cramer gehörten. Chairman war Dieter Berninghaus, der im Frühjahr 2023 alle Ämter krankheitsbedingt niederlegen musste.
Das Executive Board befasste sich nicht nur mit den Geschäften der einzelnen Bereiche, sondern auch mit unternehmensübergreifenden Angelegenheiten, wie unter anderem Gruppenstrategie und Koordination, sowie Fundraising. Im Zuge der Sanierung wurde das Executive Board aufgelöst.
In einem Fernsehinterview beim Österreichischen Rundfunk vom 24. Jänner 2024 erklärte Hans Peter Haselsteiner, René Benko habe, obwohl „seit Jahren kein formales Amt mehr im Signa-Konzern“ innehabend, dennoch „die Zügel in der Hand“ gehabt und „sehr wohl in Managemententscheidungen eingegriffen“ bzw. sei dieser informiert gewesen. Er habe seine Geschäftsführer angewiesen.
Deshalb sei Benko im Zusammenhang mit der Insolvenz der Signa Holding auch „verantwortlich wie ein Geschäftsführer“. Diese Vermutung wurde durch einen parlamentarischen Untersuchungsausschuss bestätigt, in welchem bekannt wurde, dass Benko im Jahr 2019 eine Jahresgage von beinahe 26 Millionen Euro von der Signa Holding erhalten hat.

### Unternehmensbeirat
Der Unternehmensbeirat wurde 2005 gegründet. Nach einem Strafgerichtsverfahren wegen Schmiergeldzahlungen wechselte René Benko 2013 aus verantwortlicher Führungsposition in den Vorsitz des Beirats, dem er bis November 2023 angehörte. Sein designierter Nachfolger war Arndt Geiwitz. Der Beirat, dem folgende Personen zum Schluss angehörten, wurde Ende 2023 aufgelöst.
- Alfred Gusenbauer (ehemaliger österreichischer Bundeskanzler, Aufsichtsratsvorsitzender der Strabag)
- Karl Sevelda (ehemaliger Vorstandsvorsitzender RBI)
- Karl Stoss (ehemaliger Generaldirektor der Casinos Austria)
- Karl Samstag (ehemaliger Vorstandsvorsitzender der Bank Austria UniCredit)
- Susanne Riess (ehemalige österreichische Vizekanzlerin, Generaldirektorin bei der Wüstenrot-Gruppe)
- Roland Berger (Gründer der Unternehmensberatung Roland Berger)
- Ernst Tanner (Verwaltungsratspräsident des Schokoladenherstellers Lindt & Sprüngli)

Im Februar 2024 kündigte Alfred Gusenbauer seinen Rückzug aus den Aufsichtsräten von Signa Prime Select und Development mit 18. März 2024 an.

## Signa Real Estate
| Berlin          | Kaufhaus des Westens                          | Im September 2013 mit den beiden anderen Kaufhäusern der Karstadt Premium Group sowie den 28 Karstadt-Sporthäusern durch Signa übernommen. Im April 2024 von der thailändischen Central Group gekauft. | Signa Prime Selection       |
| Berlin          | Upper West                                    | Im Februar 2025 für 450 Millionen Euro an die Schoeller Group verkauft | Signa Prime Selection       |
| Berlin          | BEAM / Schicklerhaus                          | Im November 2023 verkauft | Signa Development Selection |
| Berlin          | Schönhauser Allee 9                           | Luxus-Gewerbeneubau, die der Signa gehörende Objektgesellschaft Schönhauser Allee 9 stellte im Dezember 2024 einen Insolvenzantrag | Signa Development Selection |
| Berlin          | Stream Tower                                  | | Signa Development Selection |
| Berlin          | UP!                                           | Signa kaufte das ehemalige Einkaufszentrum Ost Berlins „Centrum Warenhaus“ und lies es von Jasper Architects in ein Bürogebäude umgebauen. | Signa Development Selection |
| Hamburg         | Alsterarkaden                                 | Januar 2025 verkauft | Signa Prime Selection       |
| Hamburg         | Alsterhaus                                    | Geschäftsbetrieb von der Central Group ab Juni 2024 weiter geführt, Mietvertrag mit Signa Insolvenzverwalter ausgehandelt | Signa Prime Selection       |
| Hamburg         | Kaufmannshaus                                 | Im Januar 2025 für 165 Millionen Euro von dem Londoner Vermögensverwalter Attestor gekauft. | Signa Prime Selection       |
| Hamburg         | Flüggerhöfe                                   | 2019 kaufte Signa das Flüggerhaus sowie Nachbarbauten, die als „Flüggerhöfe“ bezeichnet werden. Im Oktober 2023 stoppte das beauftragte Bauunternehmen aufgrund ausstehender Zahlungen die Arbeiten; am 27. Dezember 2023 stellte die Hamburg, Flüggerhöfe Immobilien GmbH & Co. KG Antrag auf Eröffnung eines Insolvenzverfahrens. | Signa Development Selection |
| Hamburg         | Elbtower                                      | Baustopp, 2025 Verhandlungen des Insolvenzverwalters mit dem „Becken-Konsortium“ von Dieter Becken (Becken Gruppe) zu dem auch der Milliardär Klaus-Michael Kühne gehört. | Signa Prime Selection       |
| Frankfurt a. M. | Hauptwache 1                                  | Die Frankfurter Sparkasse übernahm am 21. Juni 2024 für einen öffentlich unbekannten Millionenbetrag das Grundstück und will dort ihre neue Zentrale bauen. | Signa Prime Selection       |
| Frankfurt a. M. | Opernplatz 2                                  | Signa und die RFR Holding GmbH ewarben Jahr 2019 zu gleichen Anteilen von der Allianz Real Estate GmbH das Haus Opernplatz 2 um ein Hochhaus zu bauen. 2024 von einer Gruppe von „Family Offices“ für einen nicht öffentlich bekannten Betrag gekauft.                                                                              | Signa Prime Selection       |
| Stuttgart       | ZWEI HOCH FÜNF Ecke Königstraße / Schulstraße | Baustelle im Januar 2025 von der DIBAG Industriebau AG für einen unbekannten Betrag von der Signa gekauft. | Signa Development Selection |
| Wolfsburg       | Wolfsburg Connect                             | Von drer Stadt Wolfsburg und dem Wolfsburger Investor Harald Vespermann 2024 von der Signa für eiinen unbekannten Betrag übernommen. | Signa Development Selection |
| Innsbruck       | Kaufhaus Tyrol                                | Zukunft unklar. | Signa Prime Selection       |
| Lech am Arlberg | Chalets N                                     | Zukunft unklar. | Signa Luxury Hotels         |
| München         | Oberpollinger                                 | Zukunft unklar. | Signa Prime Selection       |
| München         | Romy Rosenstraße                              | Im März 2024 für einen öffentlich unbekannten Betrag (Signa bot für 100 Mio. Euro an) an den deutschen Bauunternehmer Alfons Doblinger verkauft. | Signa Prime Selection       |
| Wien            | Freyung 8                                     | Das Gebäude beherbergt den Verfassungsgerichtshof der Republik Österreich (langfristiger Mietvertrag) und das Bank Austria Kunstforum, dessen Existenz durch den Austritt von Signa und Bank Austria in Frage gestellt ist. Verkauft im Dezember 2024.                                                                              | Signa Prime Selection       |
| Wien            | Park Hyatt Vienna                             | Zukunft unklar. | Signna Luxury Hotels        |
| Wien            | Goldenes Quartier Wien                        | | Signa Prime Selection       |
| Wien            | Wiener Postsparkasse                          | | Signa Prime Selection       |
| Wien            | Graben 19                                     | Dezember 2023 verkauft | Signa Prime Selection       |
| Wien            | Kärntner Straße 11                            | | Signa Prime Selection       |
| Wien            | Bel & Main Vienna                             | Von der BAI Bauträger Austria Immobilien entwickelt, die 2017 von Signa übernommen wurde. Zukunft unklar. | Signa Development Selection |
| Wien            | Hotel Andaz Vienna Am Belvedere               | Das Hotel erhielt mittels Signa Coronahilfen in Höhe von 3,690 Mio. Euro vom Österreichischen Staat. Zukunft unklar. | Signa Development Selection |
| Wien            | Parkapartments Am Belvedere                   | Zukunft unklar. | Signa Development Selection |
| Wien            | The Icon Vienna                               | Zukunft unklar. | Signa Development Selection |
| Wien            | Vienna Twentytwo                              | Zukunft unklar. | Signa Development Selection |
| Wien            | Schiffswerft Korneuburg                       | Zukunft unklar. | Signa Development Selection |
| Wien            | Lamarr                                        | Im 2024 von der einer Tochterfirma der Stumpf Gruppe - Georg Stumpf für unbekannten Betrag vom Signa Insovenzverwalter gekauft. | Signa Development Selection |
| Bozen           | Gries Village                                 | | Signa Development Selection |
| Venedig         | Hotel Bauer Palazzo                           | Im April 2024 verkauft | Signa Luxury Hotles         |
| Gardone Riviera | Eden Luxury Resort                            | | Signa Luxury Hotles         |
| New York City   | Chrysler Building in Manhattan                | Für 150 Mio. US-Dollar erworbene; die Anteile wurden im Februar/März 2025 an den Partner RFR verkauft. | Signa RFR US Selection      |
| Umbauten        | Carsch-Haus, Düsseldorf                       | |                             |
| Umbauten        | Alte Akademie, München                        | |                             |
| Umbauten        | Corbinian, München                            | |                             |
| Umbauten        | Gänsemarkt-Passage, Hamburg                   | Januar 2025 verkauft |                             |
| In Bau          | Waltherpark, Bozen                            | April 2024 verkauft |                             |
| Planungen       | P1 Berlin                                     | |                             |
| Planungen       | Karstadt am Hermannplatz, Berlin              | |                             |
| Planungen       | Museumsquartier am Virgl, Bozen               | |                             |

### Signa Prime Selection
Das Unternehmenssegment Signa Prime Selection AG sollte laut Eigendarstellung „außergewöhnliche Immobilien in besten Innenstadtlagen“ beinhalten. Das Unternehmen firmiert als Aktiengesellschaft. Signa Holding bzw. Benko Privatstiftung halten insgesamt 58 %. Als weitere Anteilseigner werden u. a. genannt: die Privatstiftung von Hans-Peter Haselsteiner, Niki Laudas Family-Office, die RAG-Stiftung, die LVM Versicherung in Münster, Klaus-Michael Kühne, die französische Beteiligungsgesellschaft Société Foncière, Financière et de Participations, die mehrheitlich im Besitz der Peugeot-Familienholding ist, und die Madison International Realty.
Der Wert der Immobilien wurde 2023 vom Unternehmen selbst auf 20,4 Mrd. EUR geschätzt.
Das Unternehmen wurde bis zur Insolvenz von einem dreiköpfigen Vorstand geführt, der an einen 10-köpfigen Aufsichtsrat berichtet hat. Die im Herbst 2023 bekannt gewordene Liquiditätskrise der Signa-Gruppe führte auf den verschiedenen Baustellen zu einer Einstellung der Errichtungstätigkeit.
Am 28. Dezember 2023 stellte die Signa Prime Selection AG einen Antrag auf Eröffnung eines Sanierungsverfahrens mit Eigenverwaltung beim Handelsgericht Wien. Als Sanierungsverwalter wurde der Wiener Rechtsanwalt Norbert Abel bestellt. Aufgrund des Einspruchs der Finanzprokuratur erfolgte die Umwandlung in ein Insolvenzverfahren, nunmehr mit Norbert Abel als Insolvenzverwalter.

### Signa Development Selection
Der Bereich Signa Development Selection AG investierte laut Eigenaussage in Entwicklungsprojekte in guten Ballungszentrumslagen, besonders im deutschsprachigen Raum und in Norditalien. Potentielle Projekte sind Bürogebäude, Wohnanlagen, zukunftsorientierte Handelsflächen und Hotels. Das Unternehmen beschrieb seine Strategie als „Kaufen – Entwickeln – Verkaufen“.
Die Bilanzsumme der Gesellschaft betrug Ende 2022 4,6 Mrd. EUR. Vorstand und Aufsichtsrat waren bis auf wenige Ausnahmen personenidentisch mit Signa Prime Selection. Signa Holding hält direkt und indirekt 58 % an der Gesellschaft.
Angesichts des Halbjahresberichts 2023 stufte die Ratingagentur Fitch Signa Development Selection AG am 6. November 2023 auf CCC ein, was gleichbedeutend mit hochriskant ist.
Am 29. Dezember 2023 beantragte die Gesellschaft beim Handelsgericht Wien ein Sanierungsverfahren mit Eigenverwaltung.

### Signa RFR US Selection

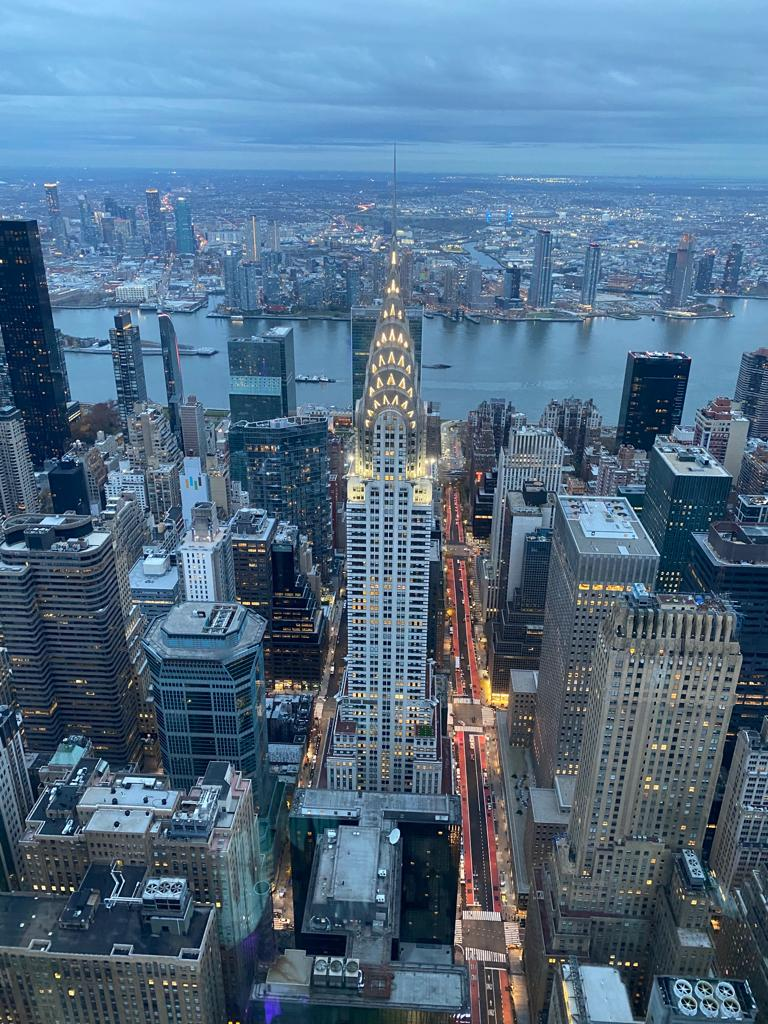
Chrysler Building in Manhattan

Die Signa RFR US Selection AG hat den Fokus auf New York City und weitere US-Innenstädte. Die Standorte sollen prestigeträchtig sein und Wertsteigerungspotenzial beinhalten.
Die Gesellschaft besteht aus einer Kooperation mit dem amerikanischen Immobilienentwickler RFR. Bisher einziges Objekt mit einem Beteiligungsanteil von 50,1 % ist das im März 2019 für rund 150 Mio. US-Dollar erworbene Chrysler Building in Manhattan, New York. Die Anteile wurden im Februar/März 2025 an den Partner RFR verkauft.

### Signa Luxury Hotels
Zum Bereich Signa Luxury Hotels gehören Hotels im Luxussegment in ausgewählten Lagen Mitteleuropas. Das Portfolio besteht aus folgenden Objekten:
- Chalets N in Lech, Österreich
- Park Hyatt Vienna in Wien, Österreich
- Eden Luxury Resort, Gordone, Italien
- Hotel Bauer Palazzo, Venedig, Italien (April 2024 verkauft)[89]

## Signa Retail
Signa Retail besteht aus den drei Handelsplattformen Signa Premium, Signa Department Store Group sowie Signa Food & Restaurants. In jedem Segment strebt Signa das Ziel einer führenden Marktposition im deutschen wie auch europäischen Einzelhandel an. Die Gruppe erzielte 2020 einen Umsatz von 7,2 Mrd. Euro.
Stand 2020 betrug die Zahl der Mitarbeiter rund 45.000. Unter den 250 umsatzstärksten Einzelhandelsgruppen der Welt nahm Signa Retail in den Jahren 2019/20 nach einer Untersuchung von Deloitte den Platz 124 ein.

### Signa Premium
Zum Bereich Signa Premium gehörten zum Zeitpunkt der Insolvenzanmeldung 2023:
- die KaDeWe Group (49,9 %) mit den drei Kaufhäusern, KaDeWe in Berlin, Oberpollinger in München und Alsterhaus in Hamburg sowie dem im Bau befindlichen Lamarr in Wien,
- Globus wurde 2020 von der Migros für über eine Mrd. Schweizer Franken je zur Hälfte durch das Joint Venture Signa Retail Selection AG[104] der Signa und Central Group erworben. Globus betreibt in der Schweiz mehrere traditionsreiche Warenhäuser mit besten Innenstadtlagen sowie ein Kaufhaus am Flughafen Zürich
- die in England beheimatete Selfridges Group (45 %).

Bei allen Objekten der Signa-Premium-Gruppe bestand bereits vor der Insolvenz eine enge, auch kapitalmäßige Verflechtung mit der Central Group.
Die KaDeWe-Gruppe mit ihren Kaufhäusern hieß zuvor „Karstadt Premium GmbH“ und war Teil des Warenhauskonzerns Karstadt. Im September 2013 veräußerte der damalige Eigentümer des Konzerns, Nicolas Berggruen, 75,1 % von Karstadt Premium an Signa. Ebenfalls verkauft wurden dabei die Karstadt Sporthäuser.
Den Kaufpreis für das operative Geschäft in Höhe von 300 Mio. EUR beabsichtige Berggruen, in die Modernisierung seiner Karstadt Warenhäuser zu investieren. Signa änderte den Namen in KaDeWe Group und verlegte deren Sitz von Essen nach Berlin.
Im Juni 2015 veräußerte Signa einen Mehrheitsanteil von 50,1 % an die italienische Warenhauskette La Rinascente, die wiederum Teil der Central Group ist. Die Immobilien waren nicht Bestandteil dieser Transaktion.
Die KaDeWe-Gruppe meldete am 29. Jänner 2024 Insolvenz an, am 2. Februar 2024 folgte die Kaufhausgesellschaft Lamarr. Im April 2024 hat die Central Group die KaDeWe Immobilie in Berlin übernommen und im Juni 2024 hat sie einen Vertrag unterzeichnet, um die Signa-Anteile an der KaDeWe-Gruppe zu übernehmen.
Ende September 2024 wurde bekannt, dass die Central Group den Anteil der Signa Holding an Globus vollständig übernommen hat.
Die Kaufhauskette Selfridges wurde 2021/22 mit 18 Objekten einschließlich einiger Immobilien und mehreren Online-Shops zu einem Preis von 4 Mrd. brit. Pfund mehrheitlich erworben. Sieben Selfridges Objekte in Kanada sind bei der kanadische Eigentümerfamilie Weston geblieben.
Im November 2023 wurde bekannt, dass die Central Group ihre Beteiligung auf 60 % an der Selfridges Group aufgestockt hat. Im Oktober 2024 hat der staatliche Investmentfonds Saudi-Arabiens von der Signa Group deren Anteile an der Selfridges Group erworben und hält nun 40 %.
Im Oktober 2024 gab die Stumpf Development GmbH um Investor Georg Stumpf den Kauf des unfertigen Kaufhauses Lamarr aus der Insolvenz der Signa bekannt. Stumpf bezahlte 100,5 Millionen Euro für das unfertige Kaufhaus Lamarr. Zuvor wurden 290 Mio. Euro für den Rohbau ausgegeben, weitere 200 Mio. Euro soll die Fertigstellung kosten.

### Signa Department Store Group
Zum Bereich Signa Department Store gehören:
- der Warenhauskonzern Galeria, der 2019 aus dem Zusammenschluss von Kaufhof und Karstadt entstanden ist (siehe oben Geschichte),
- der deutsche Online-Marktplatz Hood.de,
- der deutsche Onlinehändler für Markenbekleidung dress-for-less

Galeria hat am 9. Jänner 2024 beim Amtsgericht Essen Insolvenz beantragt. Es war nach 2020 und 2022 die dritte Insolvenzanmeldung, diesmal als Regelinsolvenz. Am 10. April 2024 wurde bekannt, dass ein Konsortium aus dem US-Investmentgesellschaft NRDC Equity Partners, hinter der Richard Baker, Miteigentümer der nordamerikanischen Handelskette Hudson’s Bay Company, steht, und dem Unternehmer Bernd Beetz ca. 70 Warenhäuser des insolventen Konzerns Galeria Karstadt Kaufhof zu übernehmen beabsichtigen.
Hood.de ist eine Internet-Plattform im deutschsprachigen Raum für den Handel von Waren aller Art. Die Hood Media GmbH vermittelt den Kontakt zwischen Verkäufer und Käufer, sie ist nicht selbst Händler. Das Unternehmen wurde im Jahr 2000 von Ryan Richter-Hood gegründet, um auf der Grundlage einer attraktiven Gebührenstruktur eine nachhaltige Marktposition aufzubauen.
2017 hat Signa 70 % der Anteile übernommen.
Dress-for-less ist ein Designeroutlet für modische, preisgünstige Designer- und Markenware auf Onlinebasis.
Das Unternehmen wurde 1999 als Start-up in Kelsterbach gegründet. 2004 erwarb es die Otto Group, 2011 wechselten die Anteile zu Finanzinvestoren.
Im Juni 2016 musste es mit 260 Mitarbeitern Insolvenz anmelden. Signa wurde danach neuer Eigentümer.

### Signa Food & Restaurants
Nach der Veräußerung der Anteile an dem Münchner Restaurantbetrieb Eataly Deutschland besteht der Bereich aus den beiden Sparten Galeria Markthallen und Galeria Restaurants.

### Signa Sports United
Die Sportartikelplattform Signa Sports United (SSU) befindet sich seit Ende Oktober 2023 in Insolvenz. SSU ist eine international tätige Online Handelsplattform mit Sitz in Deutschland.
An der Unternehmensgruppe ist Central Group ebenfalls beteiligt. Nachdem Signa Holding am 16. Oktober 2023 die Eigenkapital-Bestandsgarantie für SSU gekündigt hat, hat SSU am 27. Oktober 2023 Insolvenz angemeldet. Zur Gesellschaft gehören mehrere Marken bzw. Tochtergesellschaften:
- Internetstores, ein Online-Anbieter für Outdoor- und Fahrradartikel mit folgenden Marken:
  - fahrrad.de
  - Probikeshop: Online Bike-Retailer in Frankreich und Südeuropa
  - Bikester
  - Brügelmann
  - Addnature
  - Campz
- Wiggle, ein britischer Fahrradhändler mit folgenden Marken:
  - Wiggle
  - Chain Reaction Cycles
- Tennis-Point, ein Multi-Channel-Retailer im Tennisbereich
- Tennis-Pro
- Tennis Express

SSU wurde 2021 mit einer Bewertung von gut 3 Mrd. US-Dollar an die New Yorker Börse gebracht. Aufgrund starken Kursverfalls nahm Signa das Unternehmen nach zwei Jahren wieder von der Börse.

### SportScheck
Im Dezember 2019 hat Galeria Karstadt Kaufhof den Sporthändler SportScheck von der Otto Group übernommen. Dadurch wurde das Handelsgeschäft bei Signa um weitere 1300 Mitarbeiter und 300 Mio. EUR Jahresumsatz ausgeweitet. Der britische Sport- und Modehändler Frasers teilte Mitte Oktober 2023 mit, das er eine verbindliche Vereinbarung mit der Signa Retail Department Store Holding GmbH zur Übernahme von SportScheck getroffen habe. Das Unternehmen wollte die 34 Filialen übernehmen, die zuletzt rund 350 Mio. € Umsatz machten. Ende November 2023 hat SportScheck Insolvenz angemeldet, der Vollzug der Vereinbarung mit Frasers wurde in diesem Zusammenhang hinfällig. Ende März 2024 wurde bekannt, dass der italienische Spothändler Cisalfa seitens des Insolvenzverwalters im Bieterverfahren den Zuschlag zum Erwerb von SportScheck erhalten hat.

## Weiterer Unternehmensbereich Signa Media
Im November 2018 erwarb Signa Holding von der deutschen Funke Mediengruppe 49 % der Anteile an der WAZ Auslands Holding. Diese Gesellschaft besitzt 50 % an der österreichischen Tageszeitung Kronen Zeitung und 49,44 % an der Zeitung Kurier.
Dies war die erste Investition von Signa im Medienbereich.

## Ehemalige Engagements

### kikaLeiner
Mitte 2018 erwarb Signa die finanziell angeschlagene Möbelkette Kika/Leiner.
Mitte 2023 verkaufte Signa die Kika/Leiner-Immobilien an das Immobilienunternehmen Supernova von Frank Albert.
Das operative Geschäft ging am 31. Mai 2023 für einen symbolischen Betrag von einem Euro je Gesellschaft, also insgesamt drei Euro, an den ehemaligen Geschäftsführer Hermann Wieser. Am 12. Juni 2023 stellte Wieser einen Insolvenzantrag für die Leiner & Kika Möbelhandels GmbH, um einen Schnitt bei den Gesamtverbindlichkeiten in Höhe von 340 Mio. EUR zu erreichen. Im November 2024 meldete die Leiner & kika Möbelhandels GmbH erneut Insolvenz an und kündigte ein erneutes Sanierungsverfahren an, zog dieses aber wenige Wochen später selbst wieder zurück, da kein Investor gefunden wurde. Im Dezember 2024 wurde über das angeschlagene Möbelhaus ein Konkursverfahren eröffnet. Am 29. Jänner 2025 wurden endgültig alle verbleibenden 17 Filialen inklusive der 16 Restaurants und 5 Lager dauerhaft geschlossen. Über 1350 Mitarbeiter wurden entlassen. Die Schuldensumme beläuft sich auf über 250 Millionen Euro.

### Outfitter
Im April 2016 beteiligte sich Signa Retail mehrheitlich an Outfitter, einem Anbieter im Sportbereich mit dem Schwerpunkt Fußball. Im Rahmen dieser Beteiligung hat Signa 60 % von Outfitter erworben – die übrigen 40 % verblieben bei Ron Berger.
Anfang Oktober 2023 übernahm die Primus-Versand Karlsruhe GmbH die Anteile.

### Eataly Deutschland
In Deutschland eröffnete das im Oktober 2015 gegründete Joint Venture zwischen Eataly und Signa Retail am 25. November 2015 in der Münchner Schrannenhalle Viktualienmarkt einen Eataly-Store mit einer Fläche von 4.600 Quadratmetern.
Im November 2023 gab die Signa-Gruppe ihren 45%igen Anteil am Joint Venture an Eataly zurück.